# Meaux-la-Montagne
Meaux-la-Montagne là một xã thuộc tỉnh Rhône trong vùng Auvergne-Rhône-Alpes phía đông nước Pháp. Xã này nằm ở khu vực có độ cao trung bình 650 mét trên mực nước biển.